# Luciobarbus kersin
Luciobarbus kersin es una especie de peces dulceacuícolas asiáticos de la familia de los Cyprinidae en el orden de los Cypriniformes.